# Tim Robbins
Tim Robbins, właśc. Timothy Francis Robbins (ur. 16 października 1958 w West Covina) – amerykański aktor, scenarzysta, reżyser, producent filmowy i muzyk, występował w roli Andy’ego Dufresne w dramacie więziennym Franka Darabonta Skazani na Shawshank (1994), laureat Oscara dla najlepszego aktora drugoplanowego (2004) za rolę Dave’a Boyle w dramacie kryminalnym Clinta Eastwooda Rzeka tajemnic (2003).

## Życiorys

### Młodość
Urodził się w West Covina w Kalifornii w rodzinie katolickiej jako syn Mary Cecelii (z domu Bledsoe), aktorki, i Gilberta Lee Robbinsa, piosenkarza, aktora i kierownika The Gaslight Cafe. Ma dwie siostry, Adele i Gabrielle, oraz brata Davida. Wychowywał się w Nowym Jorku. W młodym wieku przeprowadził się ze swoją rodziną do Greenwich Village, podczas gdy jego ojciec kontynuował karierę jako członek zespołu folkowego The Highwaymen.
W wieku dwunastu lat zaczął występować w teatrze i wstąpił do klubu teatralnego w nowojorskiej Stuyvesant High School (klasa 1976). W szkole średniej zostaje wyrzucony przez drużynę hokejową za spowodowanie bójki. Spędził dwa lata na Stanowym Uniwersytecie Nowego Jorku w Plattsburgh, a następnie powrócił do Kalifornii, aby studiować w Szkole Filmowej działającej przy UCLA, kończąc studia na wydziale dramatu w 1981 z tytułem bakałarza sztuk. Pracował jako kelner w Hillcrest Country Club.

### Kariera
Jego debiut miał miejsce, gdy mając zaledwie dwanaście lat wraz ze swoim ojcem maszerując w Waszyngtonie zaśpiewał protest song „Ink is Black but the Page is White”, aby zaprotestować przeciw wojnie w Wietnamie. Jako nastolatek występował w Theater for the New City, a latem w teatrze ulicznym, a także w muzycznej wersji książki Antoine’a de Saint-Exupéry’ego Mały Książę. Założył awangardową grupę teatralną Actors' Gang w Los Angeles, gdzie spełniał się jako reżyser teatralny. Zajął się także pisaniem scenariuszy.
W 1982 wystąpił jako domowy terrorysta Andrew Reinhardt w trzech odcinkach serialu medycznego NBC St. Elsewhere. W 1985 wystąpił gościnnie w drugim odcinku serialu telewizyjnego ABC Na wariackich papierach „Gunfight at the So-So Corral”.
Na swoim koncie ma role w takich filmach jak Top Gun, Drabina Jakubowa, Nic do stracenia, Na skróty, Hudsucker Proxy czy Skazani na Shawshank. Oscara zdobył w 2004 za drugoplanową rolę w Rzece tajemnic Clinta Eastwooda. Kreacja przyniosła mu również Złoty Glob.
Jego najwybitniejszym dziełem reżyserskim jest dramat więzienny Przed egzekucją z Susan Sarandon i Seanem Pennem w rolach głównych (Robbins był także współautorem scenariusza). Za rolę zakonnicy walczącej o wstrzymanie egzekucji młodego gwałciciela i mordercy, Sarandon zdobyła Oscara. Nominowani do tej nagrody zostali Penn i Robbins (za reżyserię).

## Życie prywatne
W latach 1988–2009 był związany z aktorką Susan Sarandon, z którą ma dwóch synów: Jacka Henry’ego i Milesa Guthrie. Tim Robbins ze wzrostem 196 cm jest drugim najwyższym zdobywcą Oscara w historii (pierwszy to Kobe Bryant).

## Filmografia

### Aktor
- Sieć (Network, 1976)
- Quarterback Princess (1983) jako Marvin
- Żołnierzyki (Toy Soldiers, 1984) jako Boe
- Wielkie uczucie (No Small Affair, 1984) jako Nelson
- Santa Barbara (1984-1993) jako mężczyzna dzwoniący do Joe
- Pewna sprawa (The Sure Thing, 1985) jako Gary Cooper
- Studenckie wakacje (Fraternity Vacation, 1985) jako Larry Mother Tucker
- Malice in Wonderland (1985) jako Joseph Cotten
- Top Gun (1986) jako Merlin
- Kaczor Howard (Howard the Duck, 1986) jako Phil Blumburtt
- Dzielnica pięciu narożników (Five Corners, 1987) jako Harry
- Tytuł taśmy (Tapeheads, 1988) jako Josh Tager
- Byki z Durham (Bull Durham, 1988) jako Ebby Calvin Nuke LaLoosh
- Miss fajerwerków (Miss Firecracker, 1989) jako Delmount Williams
- Eryk wiking (Erik the Viking, 1989) jako Eryk
- Tornado (Twister, 1990) jako Jeff
- Sprzedawca cadillaków (Cadillac Man, 1990) jako Larry
- Drabina Jakubowa (Jacob's Ladder, 1990) jako Jacob Singer
- Malaria (Jungle Fever, 1991) jako Jerry
- Bob Roberts (1992) jako Bob Roberts
- Gracz (The Player, 1992) jako Griffin Mill
- Amazing Stories: Book Four (1992) jako Zjawa Tima
- Na skróty (Short Cuts, 1993) jako Gene Shepard
- Szczęście, wiara i ketchup (Luck, Trust and Ketchup, 1993) jako on sam
- Narzeczona dla geniusza (I.Q., 1994) jako Ed Walters
- Prêt-à-Porter (Prêt-à-Porter, 1994) jako Joe Flynn
- Skazani na Shawshank (The Shawshank Redemption, 1994) jako Andy Dufresne
- Hudsucker Proxy (The Hudsucker Proxy, 1994) jako Norville Barnes
- Nic do stracenia (Nothing To Lose, 1997) jako Nick Beam
- Arlington Road (1999) jako Oliver Lang
- Austin Powers: Szpieg, który nie umiera nigdy (Austin Powers: The Spy Who Shagged Me, 1999) jako prezydent
- Misja na Marsa (Mission to Mars, 2000) jako Woody Blake
- Przeboje i podboje (High Fidelity, 2000) jako Ian
- Wojna plemników (Human Nature, 2001) jako Nathan
- konspiracja.com (Conspiracy.com (lub Antitrust), 2001) jako Gary Winston
- Prawdziwe oblicze Charliego (The Truth About Charlie, 2002) jako pan Bartholomew
- Dzień, w którym umarł mój Bóg (The Day My God Died, 2003) jako narrator (głos)
- Rzeka tajemnic (Mystic River, 2003) jako Dave Boyle
- Kodeks 46 (Code 46, 2003) jako William
- Wojna światów (War of the Worlds, 2005) jako Ogilvy
- Życie ukryte w słowach (Vida secreta de las palabras, La, 2005) jako Josef
- Zathura – Kosmiczna przygoda (Zathura: A Space Adventure, 2005) jako Tata
- Biała róża (The White Rose, 2006)
- Tenacious D: The Pick of Destiny (2006)
- Rozpalić ogień (Catch a Fire, 2006)
- Hałas (Noise, 2007)
- Szczęśliwy powrót (The Lucky Ones, 2008)
- Miasto Cienia (City of Ember, 2008)
- Green Lantern (Green Lantern, 2011)
- Cinema Verite (Cinema Verite, 2011)
- Między nami seksoholikami (Thanks for Sharing, 2012) jako Mike
- Anatomia zemsty (Life of Crime, 2013) jako Frank Dawson
- Witajcie u mnie (Welcome To Me, 2014) jako Dr Moffat
- Cudowny dzień (A Perfect Day, 2015) jako B
- Marjorie Prime (2017) jako Jon
- Dark Waters (2019)

### Reżyser
- Bob Roberts (1992)
- Przed egzekucją (Dead Man Walking, 1995)
- Cradle Will Rock  (1999)
- Sędziowie z Queens (Queens Supreme, 2003)

### Scenarzysta
- Bob Roberts  (1992)
- Przed egzekucją (Dead Man Walking, 1995)
- Cradle Will Rock  (1999)

### Kompozytor
- Bob Roberts  (1992)